# María Belén Potassa
María Belén Potassa, née le 12 décembre 1988 à Cañada Rosquín (en), aussi connue sous le nom de Belén Potassa, est une footballeuse internationale argentine qui joue comme attaquante. Elle joue au sein de l'équipe nationale féminine d'Argentine.
Elle joue successivement pour les équipes féminines de Rosario Central, San Lorenzo, Santiago Morning (au Chili) et Boca Juniors avant de rejoindre l'UAI Urquiza (en) en juillet 2014.

## Biographie

### Carrière internationale
María Belén Potassa joue pour l'Argentine au Championnat féminin sud-américain U-20 de 2006, à la Coupe du monde féminine U-20 de 2006 et à la Coupe du monde féminine U-20 de 2008.
En senior, elle dispute le Championnat sud-américain de football féminin de 2006, trois éditions des Jeux panaméricains (en 2007, 2011 et 2015), la Coupe du monde féminine de 2007, les Jeux olympiques d'été de 2008 et la Copa América Femenina 2018.

## Statistiques

### Buts internationaux
| N° | Date             | Lieu                                                  | Adversaire        | Score | Résultat | Compétition                |
| -- | ---------------- | ----------------------------------------------------- | ----------------- | ----- | -------- | -------------------------- |
| 1  | 10 novembre 2006 | Stade José María Minella à Mar del Plata en Argentine | Uruguay           | 2–1   | 2–1      | Sudamericano Femenino 2006 |
| 2  | 12 novembre 2006 | Stade José María Minella à Mar del Plata en Argentine | Chili             | 1–0   | 8–0      | Sudamericano Femenino 2006 |
| 3  | 12 novembre 2006 | Stade José María Minella à Mar del Plata en Argentine | Chili             | 3–0   | 8–0      | Sudamericano Femenino 2006 |
| 4  | 26 novembre 2006 | Stade José María Minella à Mar del Plata en Argentine | Brésil            | 2–0   | 2–0      | Sudamericano Femenino 2006 |
| 5  | 11 juillet 2015  | Hamilton Pan Am Soccer Stadium à Hamilton au Canada   | Trinité-et-Tobago | 2–1   | 2–2      | Jeux panaméricains 2015    |